# Kiva (organisatie)
Kiva Microfunds (beter bekend onder zijn domeinnaam Kiva.org) is een non-profitorganisatie waar mensen geld kunnen uitlenen via het internet aan mensen in ontwikkelingslanden door middel van Kiva's 191 microfinancieringspartners. De website speelt op het gevoel om te helpen met verhalen van de mensen die een lening willen, gelardeerd met tekst en beeld van persoonlijke omstandigheden. Kiva zelf berekent geen rente door aan de mensen die deelnemen. Echter de microfinanciering partners doen dit wel. De organisatie wordt draaiende gehouden op basis van leningen, beurzen en donaties van zowel bedrijven, particulieren als overheidsinstellingen. Kivas hoofdkantoor staat in San Francisco, Californië.